# Битка при Медиолан
Битката при Медиолан (дн. Милано) се състои през пролетта на 260 г.сл. Хр. между германските племена алемани и римляните под командването на император Галиен. Въпреки победата на римските легиони, Рим губи контрол върху териториите между Рейн и Дунав. Разкрива се неспособността на квартированите по границите войски да гарантират безопасността на вътрешната част на империята.

## Предистория
Валериан и Галиен (баща и син) стават императори в период когато външните и вътрешни неуредици достигат връхната си точка. В империята вилнее чума, а пограничните области са опустошени от вражески нашествия. Докато готите сеят разруха и плячкосват в Дакия, Мизия и Тракия, а градовете по северното крайбрежие на Мала Азия стават жертва на пиратските им нападения през Черно море, по поречието на река Рейн се образуват два големи племенни съюза — на франките и на алеманите, които правят редовни грабителски набези в Галия. Докато Валериан води лично войските си срещу сасанидите, синът му опитва да опази западните граници.

## Сили в областта и битка
Галиен вероятно разполага с осем легиона: I Спомагателен, I Миневра, II Спомагателен, II Италийски, II Партски, VIII Августовски, XXII легион Фортуна Първородна и XXX Улпиев легион общо около 30 000 легионери и приблизително още толкова мобилизирани местни. Според хрониките на Йоан Зонара живял 8 века по-късно - алеманите, които прекосяват Реция на път за Медиолан наброяват около 300 000 души. Те биват пресрещнати от римската войска пред стените на града, където при състоялата се кървава битка много от нашествениците са убити. След битката, в Медиолан е издигната триумфална арка, а археологическите сведения сочат, че предградията извън крепостните стени биват изоставени.

## Последици
След тази победа Римската империя се изтегля от земите източно от Рейн и населявания предимно от племето алемани район Agri decumates. Честите набези от страна на германските племена са причина за генерални промени в римската армия. Създава се стратегически резерв състоящ се от тежка конница, който е способен да реагира бързо при навлизане на вражески племена дълбоко в империята. Медиолан става база на новосформираната армия.